# 1891年鐵路
此條目列出1891年發生有關鐵路運輸的事件。

## 事件

### 2月
- 2月9日：那不勒斯－薩摩通勤鐵路線首段通車。

### 4月
- 4月19日：基普頓（英语：Kipton, Ohio）一列貨運列車與乘客列車發生致命的相撞意外，起因是工程師的懷錶故障了4分鐘。此次事故推動了1893年採用了新質素標準的鐵路時鐘（英语：railroad chronometers）。

### 5月
- 5月31日（格里曆）（=儒略曆5月19日）：海參崴舉行西伯利亞鐵路全線通車儀式，由沙皇嫡長子（英语：Tsesarevich）尼古拉·亞歷山德羅維奇（後來的沙皇尼古拉二世）主持。

### 6月
- 6月25日：庫蘭達觀光列車通車。

### 7月
- 7月1日：大都會鐵路收購了艾爾斯伯里及白金漢鐵路（英语：Aylesbury and Buckingham Railway）。
- 7月14日：玉島站（後來的新倉敷站）啟用。

### 9月
- 9月1日：日本鐵道線全線通車，來往上野站至青森站。
- 9月19日：聖克萊爾隧道（英语：St. Clair Tunnel）通車，第一班（貨運）列車在10月24日通過。

### 10月
- 10月20日：劉銘傳鐵路北延長至雞籠火車碼頭（今基隆車站東北偏北）正式通車。